# سيندي تومسون
سيندي تومسون (بالإنجليزية: Cyndi Thomson)‏ هي مغنية مؤلفة أمريكية، ولدت في 19 أكتوبر 1976.

## وصلات خارجية
- سيندي تومسون على موقع IMDb (الإنجليزية)
- سيندي تومسون على موقع ميوزك برينز (الإنجليزية)
- سيندي تومسون على موقع ديسكوغز (الإنجليزية)